# Bathybadistes fragilis
Bathybadistes fragilis is een pissebed uit de familie Munnopsidae. De wetenschappelijke naam van de soort is voor het eerst geldig gepubliceerd in 2009 door Merrin, Malyutina & Brandt.